# Savigniorrhipis
Savigniorrhipis är ett släkte av spindlar. Savigniorrhipis ingår i familjen täckvävarspindlar.
Kladogram enligt Catalogue of Life:
| Savigniorrhipis | \| \| Savigniorrhipis acoreensis \| \| \| \| \| \| Savigniorrhipis grandis \| \| \| \| |
|                 | \| \| Savigniorrhipis acoreensis \| \| \| \| \| \| Savigniorrhipis grandis \| \| \| \| |
|                 | Savigniorrhipis acoreensis                                                             |
|                 |                                                                                        |
|                 | Savigniorrhipis grandis                                                                |
|                 |                                                                                        |